# Вознесенск
Вознесе́нск (укр. Вознесенськ) — город в Николаевской области Украины. Административный центр Вознесенского района и Вознесенской городской общины (до 2020 года был городом областного значения).

## История
На расстоянии около 10 км от Вознесенска, в устье реки Бакшала, было обнаружено больше 20 стоянок Анетовской культуры — археологической культуры времён позднего палеолита, существовавшая 22—10 тысяч лет тому назад (названа в честь поселений Анетовка I и Анетовка II близ села Анетовка, Вознесенского района, Николаевской области). Область распространения — Степное Побужье, севернее белолесской культуры. Обнаружена археологом Ф. А. Козубовским в начале 1930-х годов, археологом В. Станко изучена и систематизирована на протяжении 1978—1991 годов Стоянки также обнаружены возле р. Мертвовод при впадении р. Арбузинки.
На территории, где расположен нынешний Вознесенск, жили кочевые скотоводческие племена скифов, пришедшие сюда из-за Дона. В VI—VII веках междуречье Днепра и Днестра входило в состав антского политического объединения (антами древние историки называли восточнославянские племена).
В последующие века здесь обитало восточнославянское племя уличей, которое под натиском печенегов вынуждено было покинуть эти места. В середине X века после продолжительной борьбы уличи вошли в состав Киевской Руси. В 922 году Свенельд, воевода князя киевского Игоря, победил уличей и обложил данью, последнее упоминание об уличах датируется летописью 970-х годов.
Со второй половины XI века и до монгольского нашествия земли современного Вознесенска находились под властью половцев; в 1239—1360-х годах в составе Золотой Орды.
В начале XV века, в период расширения владений Литовского княжества с 1392 года по 1430 год была основана крепость Соколец (Витовд брод), находилась в Диком поле и пребывала в номинальной зависимости от Великого княжества Литовского.
С конца XV века, земли современного Вознесенска в составе Крымского ханства, с 1580-х годов под властью Османской империи. Территория современного Вознесенска была в составе Османской империи и позже пограничной между тремя государствами: Турцией, Речью Посполитой, Россией (до 1774 года).
С середины XVII века на территории современного Вознесенска, под властью Османской империи кочевала Едисанская орда, часть Малой Ногайской Орды. Кочевники не имели постоянных поселений, центром Орды был Очаков.
В 1705 году территории современного Вознесенска были отнесены Османской империей и Россией в разряд территорий общего хозяйствования, без права создания постоянных поселений, под юрисдикцией Османской империи. Такое решение было принято двусторонней Межевой комиссией созданной по Константинопольскому мирному договору по итогам Русско-турецкой войны (1686—1700), которая заседала в Мигеи больше двух месяцев.
В начале XVIII веке на этом месте был основан казацкий зимовник Соколы, входивший в состав Бугогардовской паланки. Здесь на Южном Буге казаки держали переправу, которая называлась Соколиной.
10 (21) июля 1774 года между Россией и Османской империей был заключён Кючук-Кайнарджийский мирный договор в соответствии с которым Росcии, в том числе, отходят земли на которых расположен нынешний Вознесенск,
  
также всю землю до Польской границы, лежащую между реками Бугом и Днестром, исключая крепость Очаков с её старым уездом
После окончания Русско-турецкой войны (1768—1774) войны, в 1775 году на пограничных землях вдоль Южного Буга до станицы Соколы, ставшем границей между Россией и Турцией были поселены казаки Бугского казацкого войска, и несли пограничную службу. Управление Бугского казацкого войска находилось в Соколах.
В 1769 году было создано Бугское казацкое войско, с последующим центром в Соколах, ликвидировано в 1799 году.
В 1775 году, указом 14 февраля, была образована Новороссийская губерния, в которой учреждён, Ново-Павловский уезд (7 поселений: Новогригорьевское, Соколы, Раковец, Арнаутовка, Скаржинка, Михайловка и Троицкое — заселены арнаутами и бугскими казаками), а для уездного города было назначено место — Соколы (Новопавловск), близ впадения р. Мертвовода в р. Буг. По настоящее время, в точности неизвестно, было ли приступлено тогда к основанию этого города.
В 1784 году, при разделении губернии на новые уезды, Ново-Павловский был упразднён; самая местность на которой находился уездный город вошла в состав Херсонского уезда, Екатеринославское губернии.
В 1785—1786 годах в Побужье был расквартирован Бугский егерский корпус, в состав которого вошли и два бугских казацких полка. Корпусом командовал генерал-майор М. И. Кутузов.
В 1789 года генерал-фельдмаршал Г. А. Потёмкин обратился к Екатерине II с предложением построить на месте Соколова город под названием Вознесенск. 2 октября того же года царица подписала указ, которым разрешалось его основание.
В 1790 году, Вознесенск вошел в состав Николаевского уезда, а Бугский казачий полк — в состав Екатеринославской конницы.
27 января 1795 года издан новый царский указ об основании Вознесенского наместничества и строительстве на месте местечка Соколы его центра — Вознесенска, названого в честь церковного праздника — Вознесения Господнего.
10 мая 1795 года, в день Вознесения Господня, открыта Вознесенская губерния в Ново-Миргороде, до устройства нового губернского города — Вознесенска. На построение последнего ассигновано было 3000 рублей.
12 декабря 1796 года была упразднена Вознесенская губерния и образована Новороссийская. Вознесенск был сделан заштатным городом Ольвиопольского уезда, Новороссийской губернии.
В 1803—1817 годах в Вознесенске было главное управление вновь воссозданного Бугского казацкого войска.
В 1817 году Бугское казацкое войско было переведено в разряд военных поселений, 16 июля 1817 года вспыхнуло восстание казаков, отряд из пяти сотен повстанцев вступил в Вознесенск и предъявил свои требования атаману. Когда же тот попытался «утихомирить» их, казаки избили его. Стянув к Вознесенску около 10 тысяч солдат, царское правительство жестоко расправилось с участниками восстания, продолжавшегося около двух месяцев.
24 декабря 1817 года Бугское казацкое войско ликвидировано и преобразовано в Бугскую уланскую дивизию русской армии, «Военное поселение Бугской уланской дивизии свое начало восприяло в лето от Рождества Христова 1817 декабря 24-го». Вознесенск стал центром всего Новороссийского военного поселения кавалерии, дислокацией для 1-го полка Бугской уланской дивизии.
В 1820 году Вознесенск с инспекцией посетил император Александр І. А. С. Пушкин дважды был проездом в Вознесенске — в 1820 и 1824 годах.
До 1823 года, в Вознесенске было главное управление всем военным поселением, в этом году управление поселенных дивизий, кирасирской и 3 уланской, вместе с корпусным штабом, перенесено в Елисаветград, а Вознесенск остался местопребыванием штаба сводного кавалерийского корпуса, которому поручено было управление образованным впоследствии поселением в Киевской и Подольской губерниях.
В связи со всероссийскими военными манёврами, которые проходили здесь в июне—октябре 1837 года, были построены два дворца для царя, театр, разбит большой парк с бассейном, беседками; при въезде в город сооружены триумфальные ворота. Манёвры проходили под личным руководством императора Николая I. Кроме самого монарха в Вознесенск прибыли его супруга Александра Фёдоровна, наследник Александр (Александр ІІ), австрийский эрцгерцог Иоанн, прусские принцы Август и Адальберт, принц Фридрих Виртембергский, герцог Бернгард-Сакен Веймарский с сыном, принц Лейхтенбергский.
В 1846 году в Вознесенске гастролировал известный венгерский композитор и пианист Ференц Лист.
В 1851 году в городе открылась первая приходская школа, где учились всего 29 детей. После упразднения школы кантонистов в 1856 году вместо неё начало действовать военное училище, принимавшее каждый год 250 мальчиков.
В 1857 году бывших военных поселенцев перевели на положение государственных крестьян. С 1858 года в Вознесенске остаётся только окружной штаб Херсонского военного поселения
В 1890 году Вознесенск являлся заштатным городом Елисаветградскаго уезда Херсонской губернии с населением 15 425 человек, здесь действовали пивоваренный и винокуренный заводы, двухклассное приходское училище и речная пристань.
По данным переписи 1897 года в городе жили 15 748 человек, из них 5 644 (35,84 %) указали украинский (в переписи — «малорусский») язык родным, идиш («еврейский») — 5 879 (37,33 %), русский («великорусский») — 2 583 (16,40 %), румынский — 1 243 (7,89 %), другие языки — 399 (2,54 %).
После прохождения через Вознесенск, в 1912 году, железной дороги Одесса — Бахмач, значительно ускорились темпы роста промышленности. В конце 1920-х годов начали функционировать консервный, маслодельный и кирпично-черепичный заводы.
21 октября 1922 года был создан Вознесенский уезд Одесской губернии. 7 марта 1923 года образован Вознесенский район, Николаевской округи, Одесской губернии. В связи с ликвидацией губерний в июне 1925 года — в прямом подчинении Николаевского округа.
По данным переписи 1926 года, украинцы составляли 55,2 % населения Вознесенска, евреи — 23,7 %, русские — 17,1 %, немцы — 0,5 %. Украинский язык родным назвали 44,0 % населения, еврейский — 18,4 %, русский — 34,5 %, немецкий — 0,4 %.
С июля 1930 года по 27 февраля 1932 в связи с ликвидацией округа Вознесенский район в прямом подчинении Украинской ССР.
Вознесенский район с 1932 года по 1944 год в составе Одесской области, с марта 1944 года — в составе Николаевской области.
В 1933 году Вознесенск был электрифицирован, также здесь была проведена радиосвязь, а в 1936 году проведён водопровод.
В 1938 году повторно получен статус города.
1 мая 1941 года в городе дислоцировалась 212-я воздушно-десантная бригада 3-го воздушно-десантного корпуса.
Во время Великой Отечественной войны 7 августа 1941 года город оккупировали наступавшие немецкие войска.
24 марта 1944 года Вознесенск был освобождён от гитлеровских захватчиков советскими войсками 3-го Украинского фронта в ходе частной операции:
- 37-й армии в составе: 82-го ск (генерал-майор Кузнецов, Павел Григорьевич) в составе: 15 гв. сд (генерал-майор Чирков, Пётр Михайлович), 28 гв. сд (генерал-майор Чурмаев, Георгий Иванович), 188 сд (полковник Даниленко, Василий Яковлевич), 10-й гв. вдд (генерал-майор Микеладзе, Михаил Герасимович); 195 сд (полковник Холодов, Иван Николаевич) 6-го гв. ск (генерал-майор Котов, Григорий Петрович).
- 17-й воздушной армии в составе: части войск 288-й иад (полковник Смирнов, Борис Александрович) 1-го смешанного авиационного корпуса (генерал-майор авиации Шевченко, Владимир Илларионович).

Приказом Верховного Главнокомандующего И. В. Сталина от 29 марта 1944 года № 073 в ознаменование одержанной победы соединение и часть, отличившиеся в боях за освобождение города Вознесенск, получили наименование «Вознесенских»:
- 228-я стрелковая дивизия (полковник Куликов, Павел Григорьевич)
- 68-й отдельный полк связи (полковник Борсук, Филипп Николаевич)[12].

В январе 1959 года численность населения составляла 31 043 человек.
30 декабря 1963 года Указом Президиума Верховного Совета УССР Вознесенск получил статус города областного значения Николаевской области. Президиум Верховного Совета УССР 4 января 1965 года отменил для Вознесенска статус города областного подчинения.
В 1970 году население города составляло 36 тысяч человек, здесь действовали мясокомбинат, маслодельный завод, плодоконсервный завод, швейная фабрика, мебельная фабрика, сельскохозяйственный техникум и краеведческий музей.
3 марта 1975 года Вознесенск повторно получил статус города областного значения Николаевской области.
В январе 1989 года численность населения составляла 43 881 человек, основу экономики в это время составляли завод прессовых узлов, кожевенное объединение и предприятия пищевкусовой промышленности.
В мае 1995 года Кабинет министров Украины утвердил решение о приватизации находившихся в городе сыродельного комбината, АТП-14839, АТП-14861, райсельхозтехники и мясокомбината, в июле 1995 года было утверждено решение о приватизации АТП-1464, автотранспортной базы № 2 и птицеводческого совхоза «Юбилейный».
В сентябре 1998 года прекратил функционировать мясокомбинат, в декабре 1999 года началась процедура банкротства консервного завода.

### Вторжение России на Украину

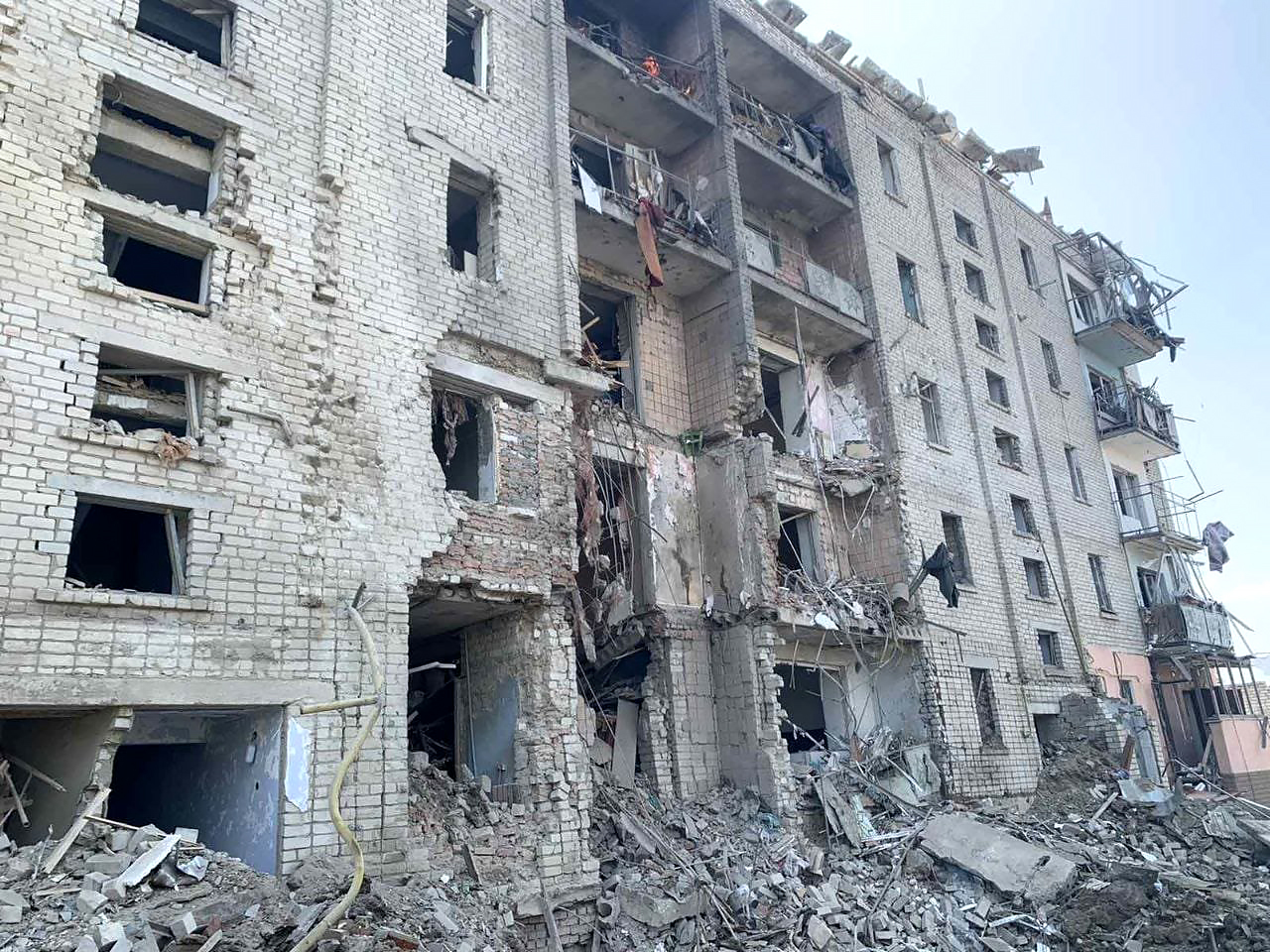
5-этажный жилой дом в Вознесенске после российского обстрела 20 августа 2022 года

В 2022 году, в ходе полномасштабного вторжения России на Украину, со 2 по 18 марта между российскими и украинскими войсками шли бои за город.

## Население
На 1 января 2013 года численность населения составляла 36 613 человек.
По данным переписи 1926 года, украинцы составляли 55,2 % населения Вознесенска, евреи — 23,7 %, русские — 17,1 %, немцы — 0,5 %.
По данным переписи 2001 года украинцы составляли 87,05 % населения города, русские — 9,74 %.

### Языковой состав
Родной язык населения по данным переписи 1897 года:
| Язык                       | Численность, чел. | Доля     |
| -------------------------- | ----------------- | -------- |
| Идиш («еврейский»)         | 5 879             | 37,33 %  |
| Украинский («малорусский») | 5 644             | 35,84 %  |
| Русский («великорусский»)  | 2 583             | 16,40 %  |
| Румынский                  | 1 243             | 7,89 %   |
| Другие                     | 399               | 2,54 %   |
| Итого                      | 15 748            | 100,00 % |

По данным переписи 1926 года, украинский язык родным назвали 44,0 % населения, еврейский — 18,4 %, русский — 34,5 %, немецкий — 0,4 %.
Родной язык населения по данным переписи 2001 года:
| Язык       | Численность, чел. | Доля     |
| ---------- | ----------------- | -------- |
| Украинский | 36 530            | 86,47 %  |
| Русский    | 5 280             | 12,50 %  |
| Другое     | 438               | 1,03 %   |
| Итого      | 42 248            | 100,00 % |

Украинский язык является основным и единственным официальным языком города.

## Экономика
В городе было создано за период Советской власти 18 больших промышленных предприятий, из них 72 % лёгкой промышленности (производство кожи и кожсырья, пошив верхней одежды, изготовления мебели, пошив обуви) и 18 % пищевой промышленности (производство мясо-колбасных изделий, сыров, молочной продукции, производство консервированных овощей и фруктов, хлебобулочных и кондитерских изделий). Предприятия Вознесенска образовывали сеть фирменных магазинов, которые предлагали эксклюзивную одежду и обувь, изготовленные в соответствии с европейскими стандартами качества. Ассортимент и умеренные цены удовлетворяли самого требовательного покупателя, который мог бы полакомиться ещё и вкусной продукцией пищевой промышленности. На сегодняшний день остались работать лишь: Швейное объединение «Виктория» с небольшим, но профессиональным коллективом, Вознесенская пищевкусовая фабрика, ВОЗКО (работающее на 5 % своей мощности). Остальные предприятия за постсоветский период были разрушены и приведены в нерабочее состояние, некоторые были приватизированы и впоследствии изменили свой профиль, другие просто прекратили свою деятельность. Такие предприятия города и района, как мясокомбинат, сырзавод, консервный завод, завод «Красный техник», завод прессового оборудования, птицекомбинат, ремонтное объединение «Агротехника», ряд транспортных организаций, управление и вся инфраструктура мелиорации и многие другие, на которых работали тысячи жителей города, навсегда прекратили своё существование.
В настоящий момент большинство предприятий закрыто, самые знаменитые из когда-то работавших — это Винзавод «Зелёный Гай», который давал рабочие места многим людям, особенно в период сбора урожая, предприятие славилось и за пределами Украины, сейчас предприятие фактически обанкротилось, часть завода была выкуплена и продолжает работать.
Сырзавод — также имеет довольно длинную историю, обширная продукция и качественные товары этого завода приносили немалую прибыль и уважение клиентов, но из-за кризиса 2007—2008 годов вынужден был закрыться, по официальной версии.

## Известные уроженцы
Пейхель, Василий Александрович

## Транспорт
Железнодорожная станция и пристань.

## Города-побратимы
- Радомско (24 августа 2004)

## Галерея
|                         |                             |              |            |                      |
| Городская администрация | Собор Вознесения Господнего | Дом культуры | Школа № 10 | Церковь Святой Ольги |